# Johann Palitzsch
Johann Georg Palitzsch (11 de junio de 1723 - 21 de febrero de 1788) fue un astrónomo aficionado alemán, que se hizo célebre por haber sido el primero en haber observado el retorno del cometa Halley, el día de Navidad de 1758. Por entonces se sospechaba de la naturaleza periódica de este cometa de acuerdo con los estudios y las conclusiones elaborados años antes por Edmond Halley, quien murió sin haber podido verificar él mismo su predicción.

## Biografía
Educado para ser granjero bajo la autoridad de un padre muy estricto, Palitzsch estudió secretamente astronomía en fuentes que él mismo se procuró, principalmente el libro Vorhof der Stern-Wissenschaft (Frente a la astronomía) de M. Christian Pescheck (o M. Christian Peschecks).
Este personaje también aprendió latín, y a la edad de 21 años heredó la granja de su padre, lo que le permitió construir su propio jardín botánico, una biblioteca, un laboratorio, y un museo.
Complementariamente, también recibió varios apoyos y donaciones de varios notables, incluido el propio Rey de Inglaterra. Pero la guerra entre Prusia y Austria puso límites a sus proyectos. 

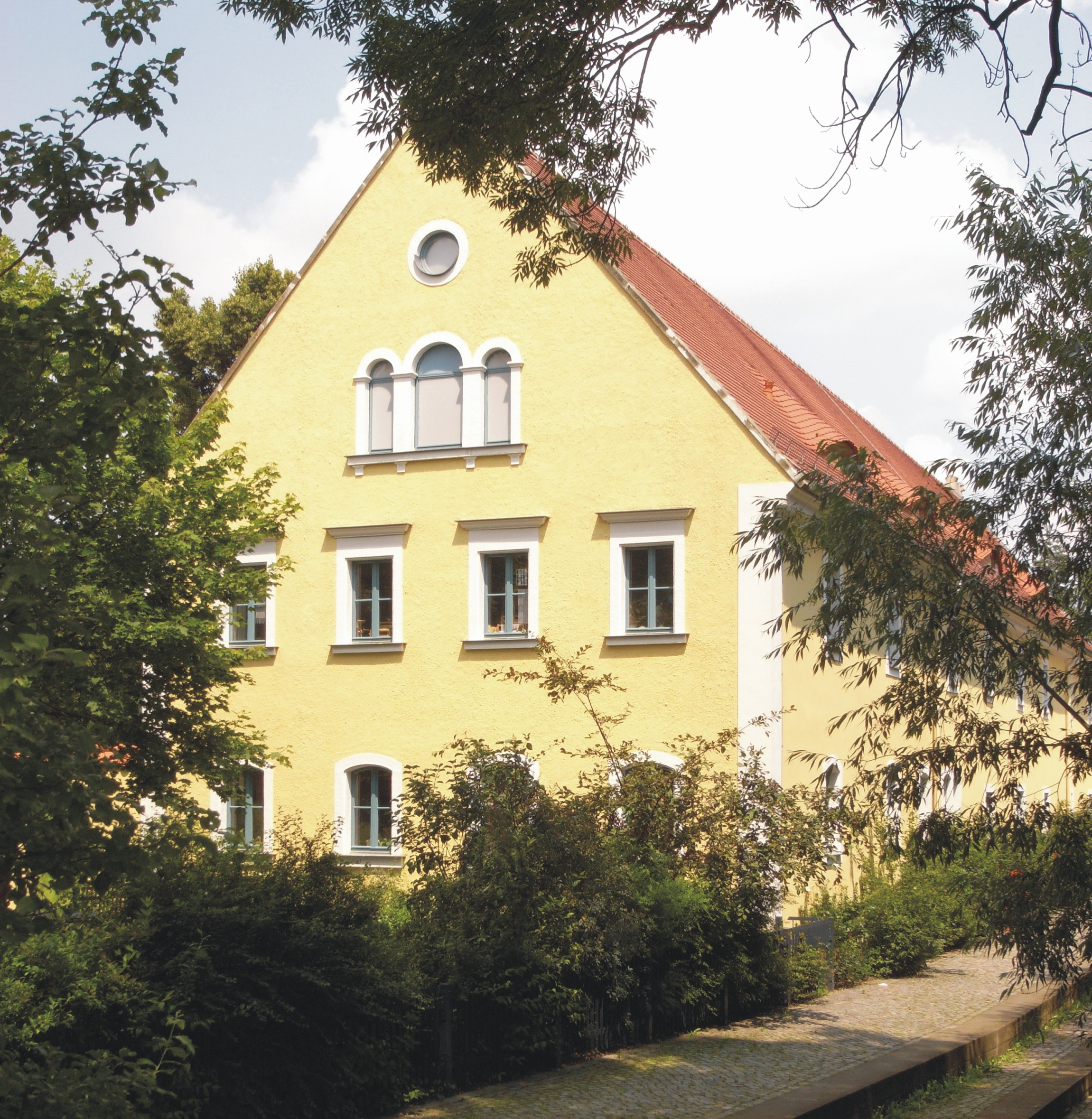
Museo Palitzsch en Dresde.

A su fallecimiento, Palitzsch dejó una biblioteca de 3500 libros, en parte constituido de copias manuscritas de obras científicas que no había podido comprar en razón de su costo.

## Eponimia
- El cráter lunar Palitzsch[1] y un valle lunar llevan su nombre.
- El asteroide (11970) Palitzsch también conmemora su nombre.[2]
- También corresponde mencionar el Museo Palitzsch en Dresde (foto a la derecha).